# Anagogía
Anagogía es una palabra de origen griego que alude a una "subida" o "ascensión". 
Platón utilizó el verbo αναγηιν cuando se refería al realzar las cosas hacia el topos uranos (lugar celestial) o mundo de las ideas, en donde suponía todo se originaba. Aristóteles y luego los estoicos comenzaron a usarlo en sentido de una exégesis de los mitos. En la Septuaginta aparece tal verbo dentro del contexto de la liberación del pueblo de Israel respecto al yugo del faraón.
En el cristianismo, que ha dado la connotación más usual de anagogía, ha sido el filósofo neoplatónico Clemente de Alejandría quien, en los Stromata, habla de la anagogía en el sentido de superar la interpretación literal de los textos para acceder a la esfera superior donde se halla la Divinidad.
Dentro de la hermenéutica la anagogía es la interpretación con un sentido místico de los textos sagrados por la cual se pasa del sentido literal a un sentido espiritual, frecuentemente con el fin de dar una noción y una perspectiva de la bienaventuranza eterna; así, por extensión, se denomina anagogía al sentimiento por el cual se considera que el alma se engrandece contemplando la Divinidad y sus obras.